# Морални универзализам
Морални универзализам (такође познат као морални објективизам или универзална моралност) је мета-етички поглед да неки систем етике, или универзална етика, може да се примени универзална, тј. за "све сличне особе", без обзира на културу, расу, пол, религију, националност, сексуалну оријентацију или било коју карактеристчну особину. Морални универзализам се супротставља моралном нихилизму и моралном релативизму. Међутим, нису сви облици моралног универзализма апсолутистички нити су нужно вредносно монистички, многи облици универзализма, као утилитаризам, нису апсолутистички, а неки облици, попут оних Ајзаје Берлина, могу бити вредносно плуралистички.
Поред теорије моралног реализма, морални универзализам укључује и друге когнитивистичке моралне теорије, као што су субјективистичка теорија идеалног посматрача и теорија божанствене команде, као и некогнитивистичка морална теорија универзалног перспективизма.

## Преглед
Према Р. В. Хепберну, професору филозофије, "да би се кренуло ка објективистичком полу треба да се тврди да моралне осуде могу бити рационално одбрањиве, истините или лажне, да постоје рационални процедурални тестови за идентификацију морано незадовољених акција или да моралне вредности постоје зависно од осећајних стања појединца у одређеним временима".

Лингвиста и политички теоричар Ноам Чомски наводи:
"ако усвојимо принцип универзалности; ако је акција исправна (или погрешна) за друге, то је исправно (погрешно) и за нас. Они који се не подижу на минимални морални ниво да примене на себе стандарде који се односе на друге - заправо и строже - очито се не могу озбиљно схватити када говоре о прикладности одговора; или исправног и погрешног, доброг и лошег."

## Историја
Универзална декларација о људским правима Уједињених нација може се читати као претпоставка неког моралног универзализма. Одбор за израду Универзалне декларације претпоставио је, или је бар желео, "универзални" приступ артикулацији међунарнодних људских права. Иако је Декларација несумњиво прихваћена широм света као камен темељац међународног система за заштиту људских права, уверење међу некима да Универзална декларација не одражава адекватан одглед одређених важнијих светских погледа довела је до више од једне додатне декларације, као што је Каирска декларација о људским правима у исламу и Декларација из Банкока.
Глобални споразуми о заштити животне средине такође могу претпоставити и представити морални универзализам. Оквирна конвенција Уједињених нација о климатским променама заснована је на "заједничком наслеђу човечанства". Заштита овог наслеђа представљена је у уговору као заједничка морална дужност која захтева заштитне акције засноване на "заједничким, али различитим одговорностима". Ово је критиковано као антропоцентрична и државно-центрична, али она потврђује универзалне циљеве.

### Покушаји дефинисања универзалне моралности
У својој Основи метафизике морала, Имануел Кант покушава да изведе врховни принцип моралности који повезује све рационалне чиниоце. Слично томе, теорија божанствене команде представља облик универзализма, кроз безусловни морал Божје заповести.